# Birdy (musiker)
Jasmine Lucilla Elizabeth Jennifer van den Bogaerde, med artistnamnet Birdy, född 15 maj 1996 i Lymington, England, är en brittisk sångerska, musiker och låtskrivare. 

## Biografi
Jasmine van den Bogaerde växte upp på ett gods i Lymington, Hampshire, i södra England som äldst av tre barn till Rupert Oliver Benjamin van den Bogaerde och konsertpianisten Sophie Patricia (född Roper-Curzon). Hon är barnbarn till baron John Christopher Ingram Roper-Curzon av Teynham och på faderns sida släkt med skådespelaren Dirk Bogarde. Smeknamnet "Birdy" fick hon redan som liten.
Hon började spela piano och skriva egen musik vid åtta års ålder. I konkurrens med 10 000 tävlande vann hon 12 år gammal musiktävlingen Open Mic UK 2008, med hennes egenskrivna sång "So Be Free". Året därpå uppträdde hon som pianist i BBC Radio 3s Pianothon i London. Hennes singel med en coverversion av Bon Ivers sång "Skinny Love" 2010 blev framgångsrik, med topp 20-placeringar i listorna i Storbritannien och i vissa andra europeiska länder och gav henne sex platinaskivor i Australien. Det blev inledningen till en intensiv musikkarriär med ett flertal turnéer internationellt och mer än 10 miljoner sålda skivor (2017). Hon har även skrivit sånger till filmer som The Hunger Games och The Fault in our Stars. Hon uppträdde vid invigningen av Paralympiska sommarspelen 2012 i London.
Hennes självbetitlade debutalbum Birdy släpptes den 7 november 2011, följt av EP:n Live in London 7 augusti 2012 och Fire Within 23 september 2013. På det tredje albumet, Beautiful Lies (25 mars 2016), fick hon möjlighet att vara mer personligt involverad i hela dess tillkomstprocess; dess japanska influenser väcktes hos henne genom romanen En geishas memoarer.

## Diskografi

### Studioalbum
- 2011 – Birdy
- 2013 – Fire Within
- 2016 – Beautiful Lies

### EP
- 2011 – Live in London
- 2012 – Live in Paris
- 2013 – Breathe
- 2013 – Amazon Artist Lounge Live EP

## Priser och utmärkelser
| År   | Pris                         | Kategori                                                   | Resultat  |
| ---- | ---------------------------- | ---------------------------------------------------------- | --------- |
| 2012 | Satellite Awards             | Bästa originalsång ("Learn Me Right") – med Mumford & Sons | Nominerad |
| 2012 | Critics' Choice Movie Awards | Bästa sång i film ("Learn Me Right") – med Mumford & Sons  | Nominerad |
| 2014 | Brit Awards                  | British Female Solo Artist                                 | Nominerad |
| 2014 | Echo Music Prize             | Bästa internationella kvinnliga artist inom rock/pop       | Tilldelad |
| 2014 | LOS40 Music Awards           | Bästa internationella kvinnliga artist                     | Tilldelad |
| 2014 | LOS40 Music Awards           | Bästa internationella album (Fire Within)                  | Nominerad |